# 椎葉おうじ
椎葉 おうじ（しいば おうじ、1996年7月14日 - ）は、日本のプロレスラー。

## 経歴
2018年に引退した琴香(Kotoka)の実弟。2017年12月8日DRAGON GATEよりデビュー。右ヒザ前十字靱帯損傷、及び内側副靱帯断裂で長期欠場したが、地元凱旋となった2019年9月30日熊本大会で、1年振りに復帰した。しかし、その後もケガが続き、右膝治療のため、2021年4月末にDRAGON GATEを退団。2021年12月18日ダブプロレス広島大会で復帰した。現在は天龍プロジェクト、全日本プロレス、GLEATなど様々な団体に出場しフリーとして活躍中。
2022年9月25日、GLEATのユニットである60secondsに加入。

## タイトル歴
ハードヒット
- Break through tournament優勝[3]

ダブプロレス
- インディペンデントワールド世界ジュニアヘビー級王座

天龍プロジェクト
- インターナショナルジュニアヘビー級タッグ王座